# Zaun (Halsbach)
Zaun (mundartl.: Zau(nà)) ist ein Gemeindeteil der Gemeinde Halsbach im oberbayerischen Landkreis Altötting. 

## Lage
Die Einöde Zaun liegt etwa zweieinhalb Kilometer südlich von Halsbach.

## Geschichte
Der Name des Ortes bezeichnet ein an einem (Grenz-)Zaun gelegenes Gehöft. Der Ort gehörte von der Gemeindegründung im Jahre 1818 an zur Gemeinde Oberzeitlarn und kam mit deren Auflösung am 1. Januar 1964 zur Gemeinde Halsbach.